# 錢坫

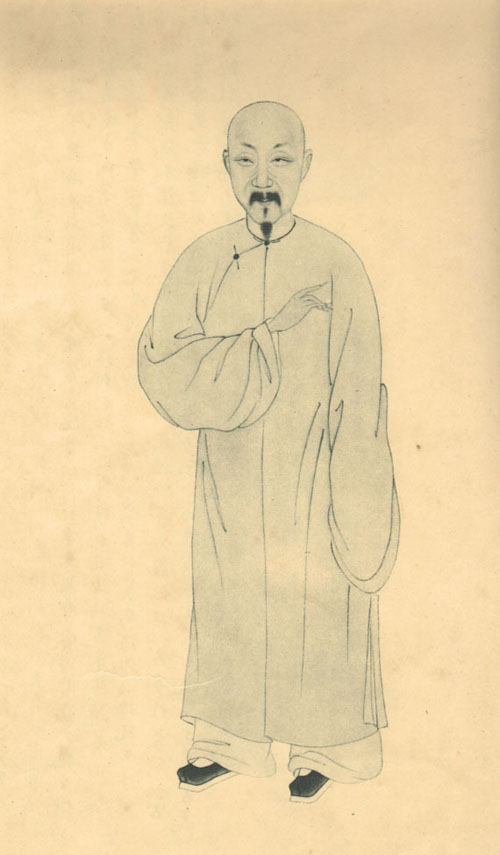
钱坫像

錢坫（1744年—1806年），字献之，号十兰，又号篆秋。江蘇嘉定人，清朝政治人物、文学家。

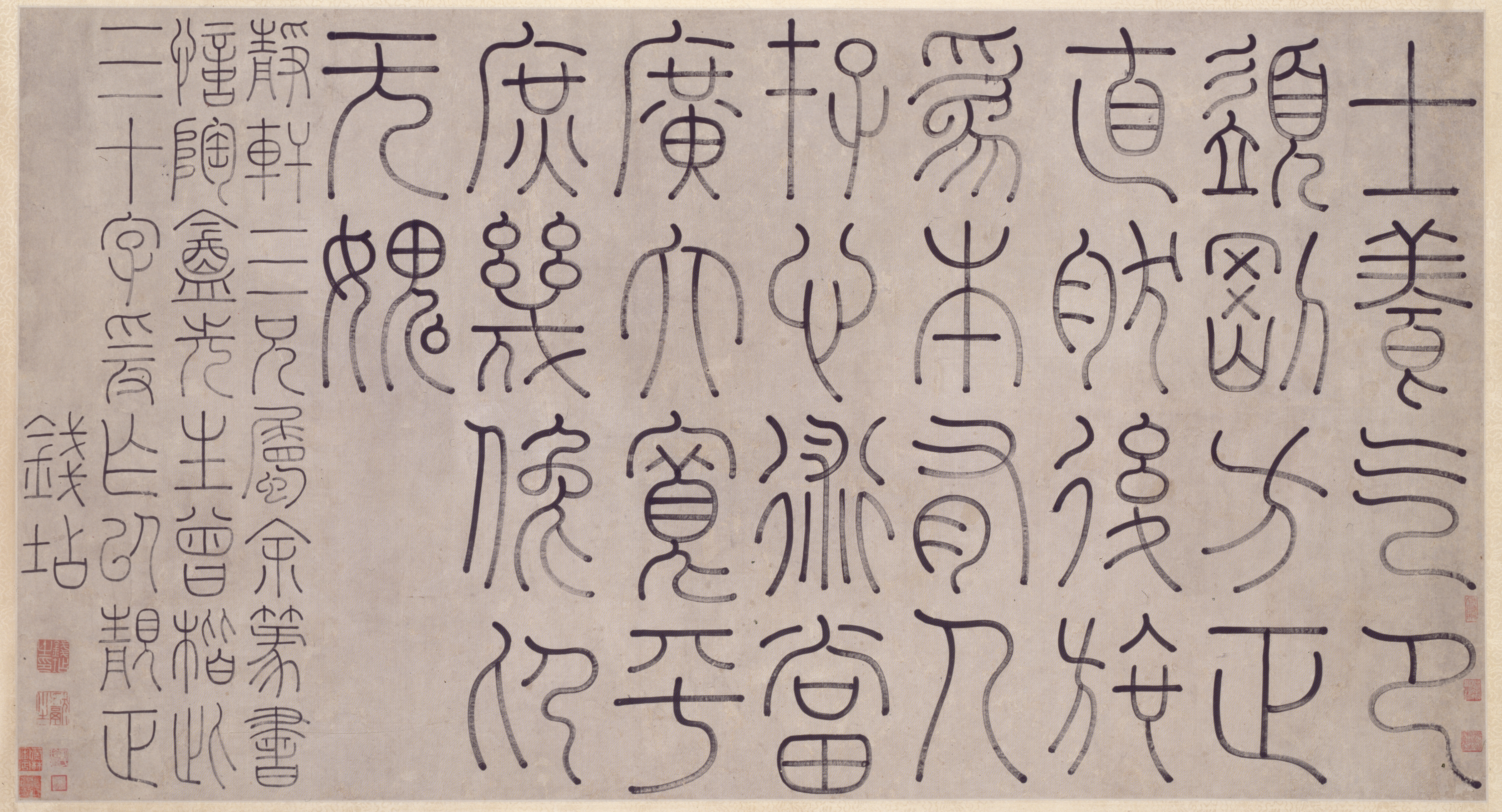
钱坫篆书（北京故宫博物院藏）

钱大昕之侄。乾隆九年（1744年）出生。乾隆三十九年，登副榜，担任陝西乾州直隸州州判。署陝西西安府興平縣知縣、陝西同州府韓城縣知縣、陝西同州府大荔縣知縣。嘉庆二年，担任陝西同州府華州知州，兼署陝西乾州直隸州武功縣知縣。白莲教匪进入陕西，他率众抵挡，并自制强弓。后因母病辞职。善于刻印与书法，特别是善画梅。嘉慶十一年（1806年）卒，年六十三。

## 延伸阅读
[在维基数据编辑]
 《清史稿/卷481》
 在维基共享资源阅览影像